# 芸人
芸人（げいにん）とは、技芸や芸能の道に通じている人物である。また、身に備わった技芸や芸能をもって職業とする人のことを指す日本特有の概念。古来史での江戸時代に定型化した庶民芸能にたずさわる専門職業人に限る場合もある。

## 概要
かつては、俳優や舞踊家を含め、演芸や芸能に通じた専門的で職業的な演者一般を芸人と呼ぶことが一般的であった。この用法における芸人が扱う芸種は今日の落語から歌唱や演奏、演劇や歌劇や人形劇、舞踊、手品、傀儡に至るまで多岐に渡っていた。
近年の日本ではテレビ番組などの影響により、本来の意味での芸人全体を構成する一部であるお笑い演芸の更に一部にすぎないはずの「お笑いタレント」のみを指して芸人と呼ぶ用法が若年層を中心に一般化しつつある。このような用法の変化は芸能人の語が本来の意味を離れいわゆるテレビタレントのみを指す語として日本で定着していった現象と軌を一にしており、日本の大衆社会におけるテレビの位置付けや、日本の大衆社会における演芸や芸能に対する認識の水準を物語る現象となっている。
日本の大衆文化の輸入が一般化している中華圏では、芸人（繁体字表記で「藝人」）の語は本来の意味に近い芸能人の意味で使われることが多く、専らお笑いタレントを指す場合は更に修飾語を伴って「搞笑藝人」となる。
比較的稀な用法として、分野を問わず特に優れた技術を持っている人を指す場合に、その技術を褒め称える意味で芸人と呼ぶことがある。一例として、かつては優れた碁打ちや将棋指しを芸人と呼ぶ場合もあった。しかし現代ではこの用法はほとんど用いられなくなってきている。

## 歴史
江戸時代には、芸人は芸を披露することで関所を手形なしで通ることができた。
明治の初年に鑑札制度が敷かれ、当時芸人は「遊芸稼人」と呼称され警察より鑑札の発行を受ける義務があり、納税も義務付けられた。また教部省は各芸随一の地位にある芸人を教導職に任命して芸人に対する統制を強めた（三遊亭圓朝、松林伯圓などが教導職の例である）。芸人の管理はまもなく教部省から内務省へと引き継がれ、各道府県警察による鑑札制の運用や、風紀取締りのための臨検席の設置が実施されるようになった。劇場と寄席の違いも明確化され、明治10年代には富国強兵政策の中、『国家に益無き遊芸』という政府の見解が出たことで、芸人は非常に肩身の狭い日陰者の扱いを受けることとなった。
1937年（昭和12年）に日中戦争が始まると洋画の輸入が滞り、邦画で穴を埋めようにもフィルムの確保が容易ではなく、苦肉の策として映画の合間に漫才などの実演を入れるようになった。こうした流れに新興キネマは、吉本興業からミスワカナ・玉松一郎、香島ラッキー・御園セブン、平和ラッパ・日佐丸などの人気芸人を数倍の報酬を条件に移籍させた。穴埋めの映画を製作するよりも芸人の賃金の方が安価であったためである。これを機に落語家などの引き抜きも盛んになり戦前のごく一時期ではあったが芸人の収入増加の機会となった。